# Caudron C.690
Le Caudron C.690 était un avion d'entraînement monoplace développé en France à la fin des années 1930 pour former les pilotes de chasse au maniement d'avions à hautes performances. C'était un monoplan cantilever classique à ailes basses qui ressemblait beaucoup aux avions de course du concepteur Marcel Riffard de la même époque. Caudron a tenté d'attirer des ventes à l'étranger pour cet avion, mais cela n'a abouti qu'à des commandes de deux machines, l'une du Japon et l'autre de l'URSS. Entre-temps, le premier des deux prototypes a été détruit dans un accident qui a tué René Paulhan (fils de Louis), le pilote d'essai en chef de Caudron.
Malgré cela, l'armée de l'air française finit par s'intéresser au type et commande un lot d'une conception légèrement affinée. Le premier ne sera livré qu'en avril 1939, et seuls quinze C.690M seront livrés avant le début de la Seconde Guerre mondiale.